# Austriaccy posłowie do Parlamentu Europejskiego 2024–2029
Austriaccy posłowie X kadencji do Parlamentu Europejskiego zostali wybrani w wyborach przeprowadzonych przeprowadzonych 9 czerwca 2024, w których wyłoniono 20 deputowanych.

## Posłowie według list wyborczych
Wolnościowa Partia Austrii
- Elisabeth Dieringer-Granza
- Roman Haider
- Gerald Hauser
- Georg Mayer
- Petra Steger
- Harald Vilimsky

Austriacka Partia Ludowa
- Alexander Bernhuber
- Sophia Kircher
- Reinhold Lopatka
- Lukas Mandl
- Angelika Winzig

Socjaldemokratyczna Partia Austrii
- Elisabeth Grossmann
- Hannes Heide
- Evelyn Regner
- Andreas Schieder
- Günther Sidl

Zieloni
- Lena Schilling
- Thomas Waitz

Neos – Nowa Austria i Forum Liberalne
- Helmut Brandstätter
- Anna Stürgkh